# Hınıs
Hınıs là một huyện thuộc tỉnh Erzurum, Thổ Nhĩ Kỳ. Huyện có diện tích 1360 km² và dân số thời điểm năm 2007 là 32059 người, mật độ 24 người/km².